# Roßkanal

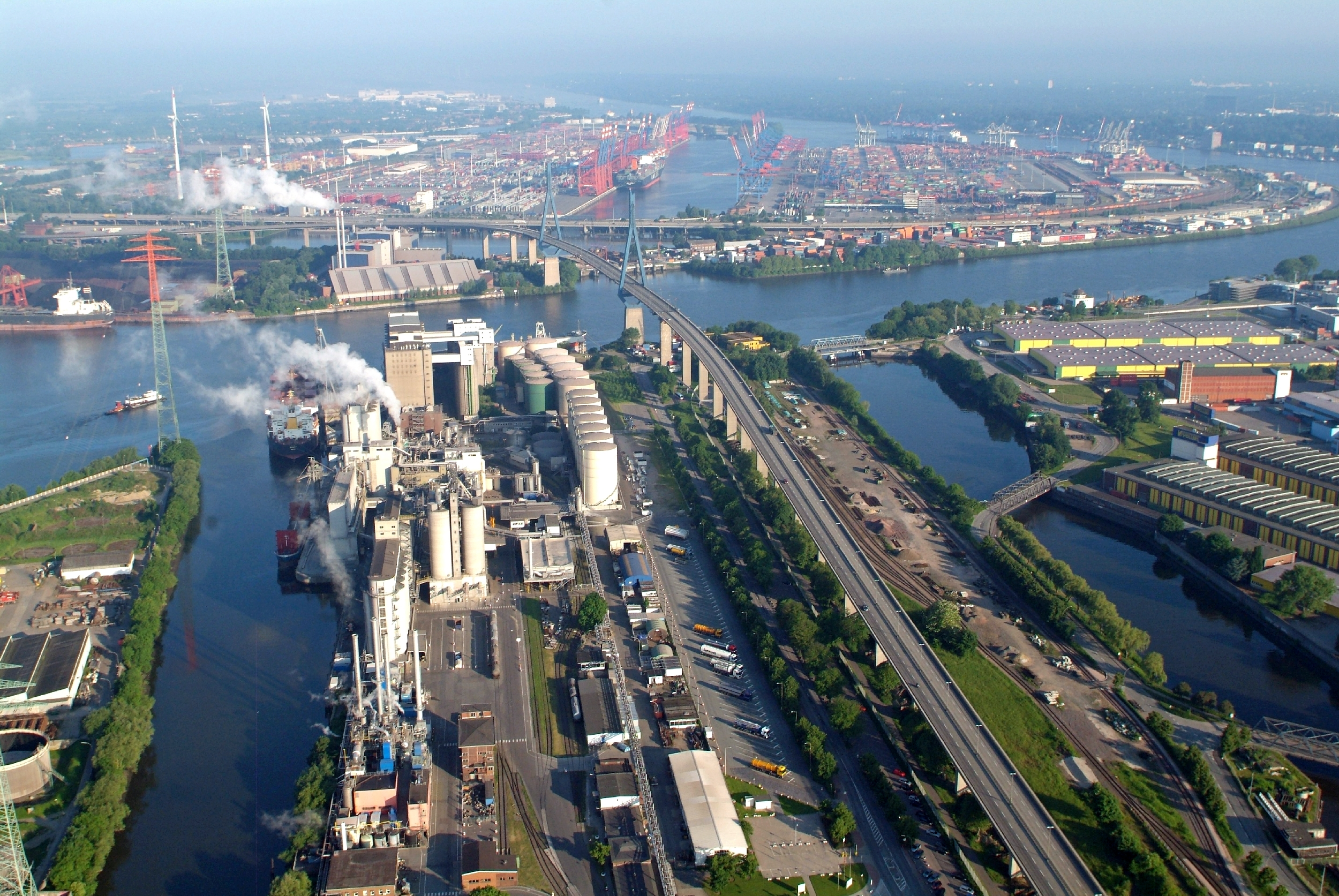
Luftbild (rechts neben Köhlbrandbrücke der Roßkanal)

Der Roßkanal mit der Gewässer-Nr. 6890  ist ein Verbindungskanal der Schifffahrt zwischen dem Roßhafen und der  Süderelbe, Köhlbrand im Hamburger Hafengebiet. Er verläuft parallel der östlichen Zufahrt zur Köhlbrandbrücke. Die mittlere Wassertiefe des rund 1.300 Meter langen Kanals beträgt bei Niedrigwasser rund 4 Meter. Erbaut wurde er Anfang 1900.

## Geschichte
Nach dem Zollanschluss Hamburgs am 15. Oktober 1888 wurde der Hamburger Hafen ein Freihafen mit festen und schwimmenden Zollgrenzen. Um der Kleinschifffahrt eine Umfahrung des Freihafens zu ermöglichen, gab es von der Oberelbe kommend die südliche Möglichkeit durch den Kanalzug Müggenburger Kanal, Zollhafen, Veddelkanal, Ellerholzkanal, Roßkanal, Rugenberger Hafen und Köhlfleet (Köhlfleth) zu fahren. Es ermöglichte auch den Flussfahrzeugen, die belebte Elbe zu vermeiden und die hinteren Hafenzufahrten zu erreichen.
Eine Entsprechung war die nördliche Variante Ericusgraben, Brooktoorhafen, Magdeburgerhafen (über diese Wasserstraße gab es eine Rollbrücke und fünf Drehbrücken) und Zollkanal. Somit konnten auch hoch gebaute Fahrzeuge die festen Elbbrücken um 1925 umgehen.
Koordinaten: 53° 31′ 18″ N, 9° 56′ 52″ O